# Melolontha
Melolontha Fabricius, 1775 è un genere di coleotteri appartenenti alla famiglia degli scarabeidi ed alla sottofamiglia dei Melolonthinae.

## Descrizione

### Adulti

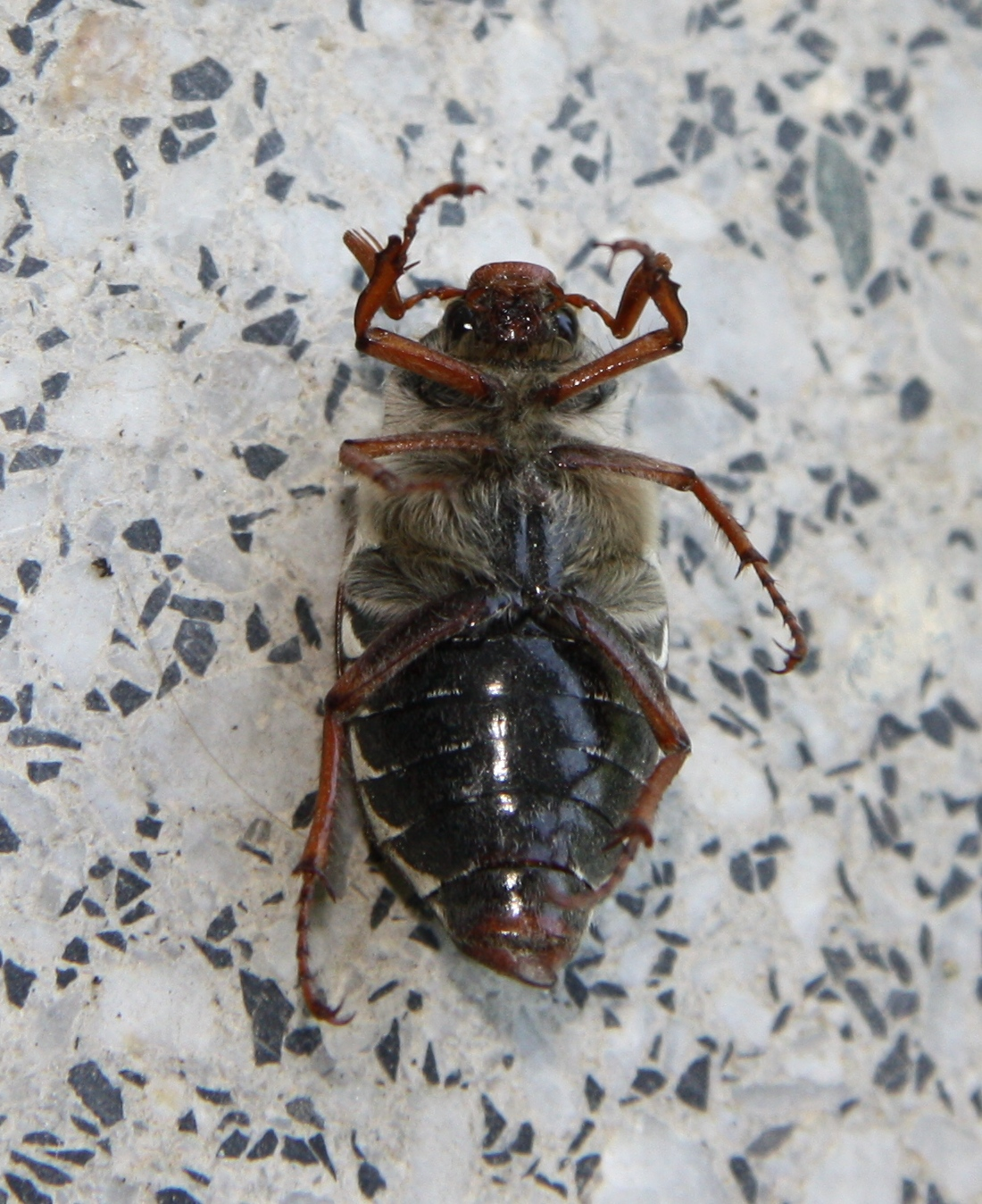
Un melolontha visto dal basso. Notare il pigidio in fondo all'addome.

Gli adulti presentano un corpo robusto e cilindrico. La parte inferiore del corpo presenta una pubescenza molto accentuata in prossimità del torace. Questo genere di coleotteri è caratterizzato dalla presenza di un pigidio più o meno evidente all'estremità dell'addome. Le elitre sono di un colore nocciola chiaro mentre il pronoto è di una colorazione che varia a seconda della specie. Le zampe sono relativamente lunghe e sottili ma non consentono all'insetto di correre velocemente. Questi scarabei presentano un discreto dimorfismo sessuale: per distinguere i maschi dalle femmine è necessario osservare le antenne, che nei maschi sono a forma di ciuffo, mentre nelle femmine no.

### Larve
Le larve sono della classica forma a "C" e presentano la testa e le zampe sclerificate per consentire all'insetto di muoversi più facilmente nel terreno. Le larve sono di un colore biancastro, mentre la testa e le zampe sono di un colore rossiccio-arancione. La testa presenta un paio di mandibole poderose fatte per frantumare il cibo. Lungo i fianchi esse presentano una fila di forellini chitinosi e neri che consentono all'insetto di respirare nel terreno in cui vive.

## Biologia

### Adulti

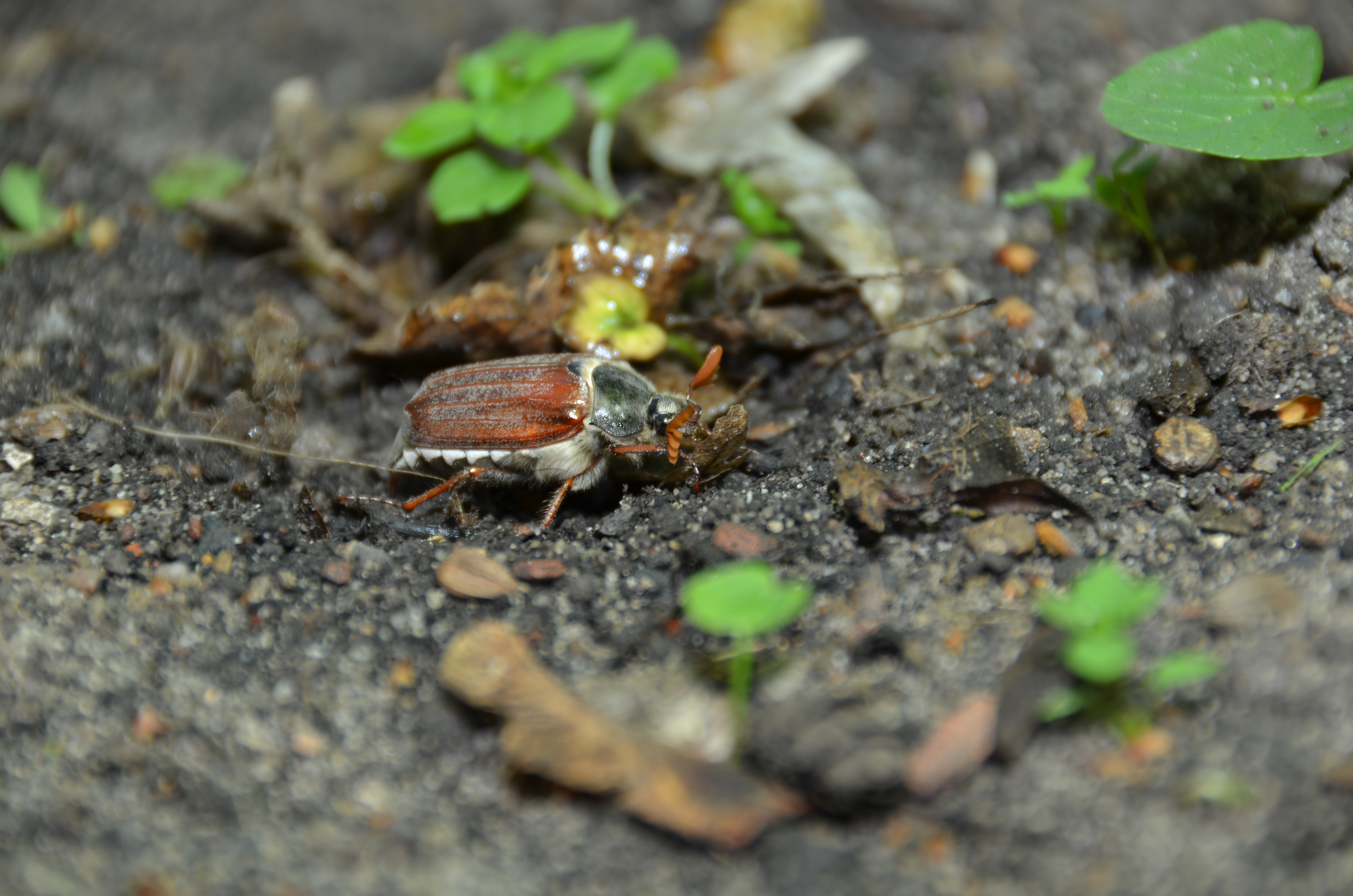
Melolontha melolontha nel suo ambiente naturale.

Le specie appartenenti al genere melolontha sono di abitudini prettamente serali o notturne. Gli adulti sfarfallano a primavera (anche se il periodo di apparizione varia a seconda della latitudine e ritarda più ci si dirige verso nord) per cercare un partner con cui accoppiarsi. Durante il periodo di vita adulta essi si nutrono delle foglie degli alberi la cui tipologia varia a seconda della specie. Alcune specie sono dei veri pericoli per le colture di alberi da frutto, come il Melolontha melolontha ed il Melolontha hippocastani.

### Larve
Le larve si nutrono di radici di piante erbacee ed il loro sviluppo dura circa 2 anni. Esso può essere suddiviso in 3 fasi denominate L1, L2 ed L3
in ordine di dimensioni e cronologico. In genere sono le larve che causano i danni più gravi alle coltivazioni, non gli adulti.

## Distribuzione e habitat
Il genere melolontha è diffuso in tutta Europa, comprese alcune aree del vicino Oriente. Prediligono ambienti poco boscosi, ma è difficile delineare con precisione l'habitat di questi coleotteri in quanto esso varia a seconda della latitudine.

## Tassonomia
Qui sono riportate le specie appartenenti al genere melolontha di cui 4 (Melolontha melolontha, Melolontha hippocastani, Melolontha pectoralis e Melolontha sardiniensis) presenti anche in Italia:
- Melolontha aceris Faldermann, 1835
- Melolontha afflicta Ballion, 1870
- Melolontha albida Frivaldszky, 1835
- Melolontha anita Reitter, 1902
- Melolontha argus Burmeister 1855
- Melolontha bifurcata (Brenske, 1896)
- Melolontha chinensis (Guerin, 1838)
- Melolontha ciliciensis Petrovitz, 1962
- Melolontha flabellata Sharp, 1876
- Melolontha frater Arrow, 1913
- Melolontha fuscotestacea Kraatz, 1887
- Melolontha guttigera Sharp, 1876
- Melolontha hippocastani Fabricius, 1801
- Melolontha incana Motschulsky, 1853
- Melolontha insulana Burmeister, 1939
- Melolontha japonica Burmeister, 1855
- Melolontha kraatzi Reitter, 1906
- Melolontha melolontha (Linnaeus, 1758)
- Melolontha papposa Illiger, 1803
- Melolontha pectoralis Megerle von Mühlfeld, 1812
- Melolontha rubiginosa Fairmaire, 1889
- Melolontha rufocrassa Fairmaire, 1889
- Melolontha satsumaenis Niijima & Kinoshita
- Melolontha sardiniensis Drumont, Muret, Hayer & Penner, 1999
- Melolontha virescens (Brenske, 1896)